# 乌瑟多姆岛本茨
本茨（德語：Benz）是德国梅克伦堡-前波美拉尼亚州的市镇，隶属于前波美拉尼亚-格赖夫斯瓦尔德县，位于乌瑟多姆岛。总面积为24.5平方千米，截至2020年总人口为1072人。